# Vengeance of a Snow Girl

Vengeance of a Snow Girl ( 冰天俠女, Bing tian xia nu) est un film hongkongais réalisé par Lo Wei, sorti en 1971.
Il s'agit d'un « wuxia pian », mêlant arts martiaux, drame et aventure. Le film est le dernier réalisé par Lo Wei pour le compte de la Shaw Brothers avant son départ.

## Synopsis
Quatre frères d'armes vieillissants et leurs enfants doivent affronter un mystérieux tueur qui s'en prend brutalement à eux à cause d'un incident survenu une dizaine d'années auparavant, au cours duquel la précieuse épée « Phénix-de-jade » avait disparu.

## Fiche technique
- Titre : Vengeance of a Snow Girl
- Titre original : 冰天俠女 (Bing tian xia nu)
- Réalisation : Lo Wei
- Scénario : Yi Kuang, Lo Wei
- Société de production : Shaw Brothers
- Direction des combats : Hsu Erh Niu, Chen Wen
- Pays d'origine :  Hong Kong
- Langue originale : mandarin
- Format : Couleurs - 2,35:1 - Mono - 35 mm
- Durée: 117 minutes
- Genre : wuxia pian, Film dramatique, Film d'aventure, Romance
- Dates de sortie : 29 octobre 1971[1]

## Distribution
- Li Ching (actrice) : Shen Bing-hong
- Yueh Hua : Gao Tien-ying
- Chiao Chiao : Tong Min-zhu, fiancée du précédent
- Chang Chung : Gao Tien-wei, frère du précédent
- Ku Feng : maître Tong, père de Ming-zhu
- Tien Feng : maître Gao, père de Tien-ying et Tien-wei
- Lo Wei : maître Shen, père de Bing-hong
- Chen Wen : fils du prince
- Sammo Hung : un collaborateur de maître Tong
- Tsang Choh-lam : un serveur